# Мерикур (Па-де-Кале)
Мерикур (фр. Méricourt) — коммуна во Франции, регион О-де-Франс, департамент Па-де-Кале, округ Ланс, кантон Авьон. Пригород Ланса, находится в 5 км к юго-востоку от центра города, в 5 км от автомагистрали А21 «Рокада Миньер».
Население (2017) — 11 346 человек.

## Достопримечательности
- Церковь Святого Мартина 1930 года в неороманском стиле
- Церковь Святой Варвары 1997 года
- Руины старинного шато
- Мемориал погибшим шахтерам. 10 марта 1906 года на шахте компании Courrières произошёл сильный взрыв газа, жертвами которого стали более тысячи шахтёров, из них 404 человека — жители Мерикура.

## Экономика
Бывший шахтёрский город, в настоящее время Мерикур ориентирован на лёгкую промышленность и переработку сельскохозяйственной продукции.
Структура занятости населения:
- сельское хозяйство — 0,2 %
- промышленность — 4,8 %
- строительство — 8,8 %
- торговля, транспорт и сфера услуг — 45,5 %
- государственные и муниципальные службы — 40,8 %

Уровень безработицы (2017) — 23,0 % (Франция в целом — 13,4 %, департамент Па-де-Кале — 17,2 %). 

Среднегодовой доход на 1 человека, евро (2017) — 16 810 (Франция в целом — 21 110, департамент Па-де-Кале — 18 610).

## Демография
Динамика численности населения, чел.

## Администрация
Пост мэра Мерикура с 2002 года занимает коммунист Бернар Бод (Bernard Baude). На муниципальных выборах 2020 года возглавляемый им список коммунистов одержал победу в 1-м туре, получив 68,51 % голосов.
| Период | Период | Фамилия        | Партия                  | Примечания                                                                                  |
| ------ | ------ | -------------- | ----------------------- | ------------------------------------------------------------------------------------------- |
| 1970   | 2002   | Леандр Летокар | Коммунистическая партия | рабочий-электрик, член Генерального совета департамента, член Совета региона Нор-Па-де-Кале |
| 2002   |        | Бернар Бод     | Коммунистическая партия | член Совета региона Нор-Па-де-Кале                                                          |

## Города-побратимы
- Тарновске-Гуры, Польша

## Галерея
- Церковь Святого Мартина
- Церковь Святой Варвары
- Мемориал жертвам взрыва 1906 года

1. 1 2  база данных о французских коммунах — Национальный географический институт Франции, 2015.
2. ↑  https://data.geopf.fr/telechargement/download/GEOFLA/GEOFLA_2-2_COMMUNE_SHP_LAMB93_FXX_2016-06-28/GEOFLA_2-2_COMMUNE_SHP_LAMB93_FXX_2016-06-28.7z — 2016.